# Turismo en Bakú
La siguiente es la lista de vistas de Bakú, la capital de Azerbaiyán.

## Teatros
1. Teatro Académico Estatal de Drama de Azerbaiyán
2. Teatro de Ópera y Ballet Académico Estatal de Azerbaiyán
3. Teatro Estatal Ruso de Drama de Azerbaiyán en nombre de Samad Vurghun
4. Teatro de títeres de Bakú
5. Teatro de Música Estatal de Azerbaiyán
6. Teatro Estatal de Pantomime de Azerbaiyán
7. Teatro Estatal de Canción en nombre de Rashid Behbudov
8. Teatro Üns
9. Teatro Estatal de Espectadores Jóvenes de Azerbaiyán
10. Teatro Estatal "Yuğ" de Azerbaiyán

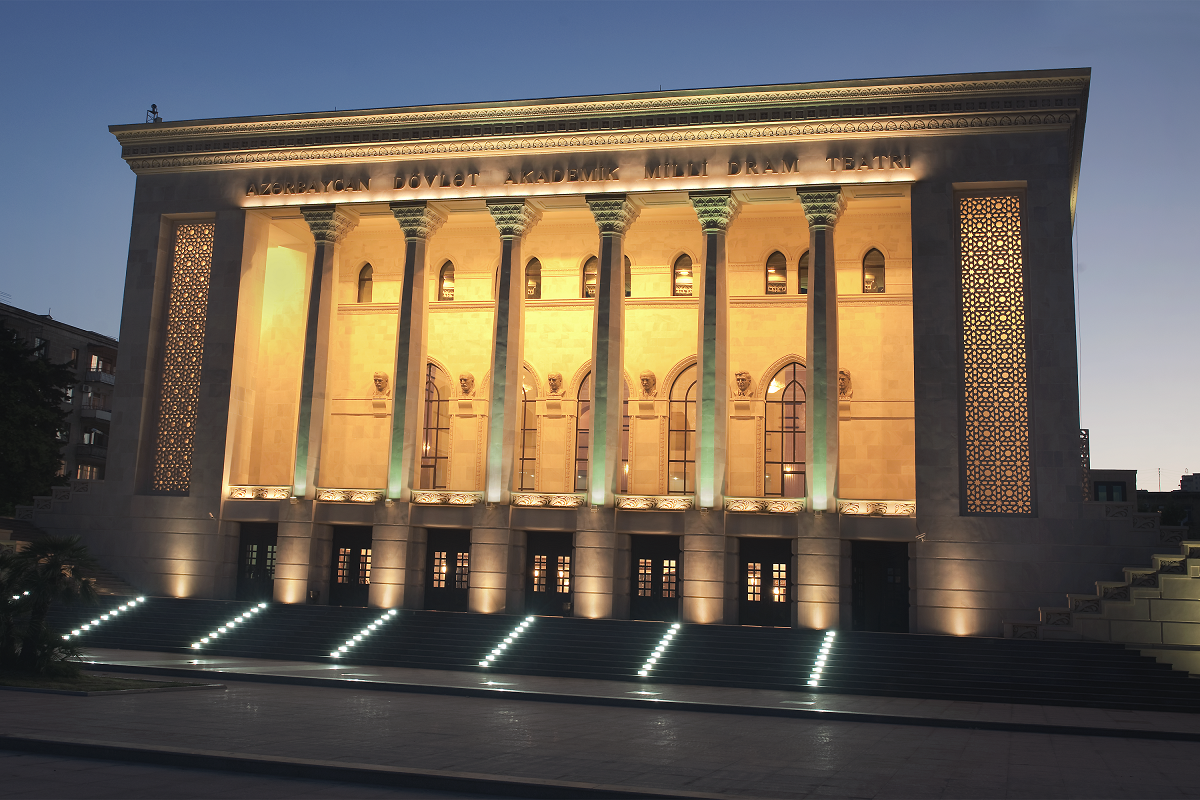
Teatro Académico Estatal de Drama de Azerbaiyán
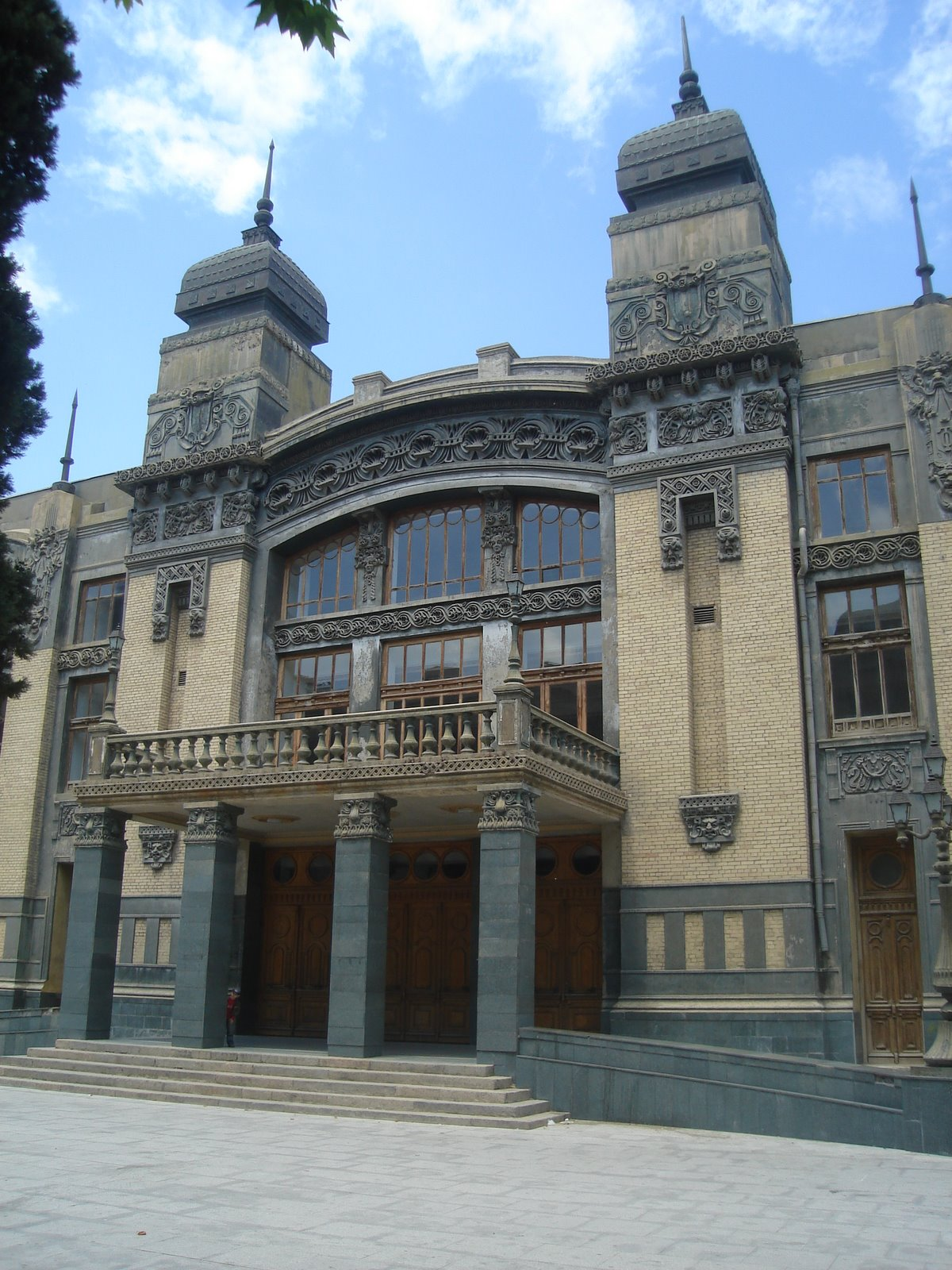
Teatro de Ópera y Ballet Académico Estatal de Azerbaiyán
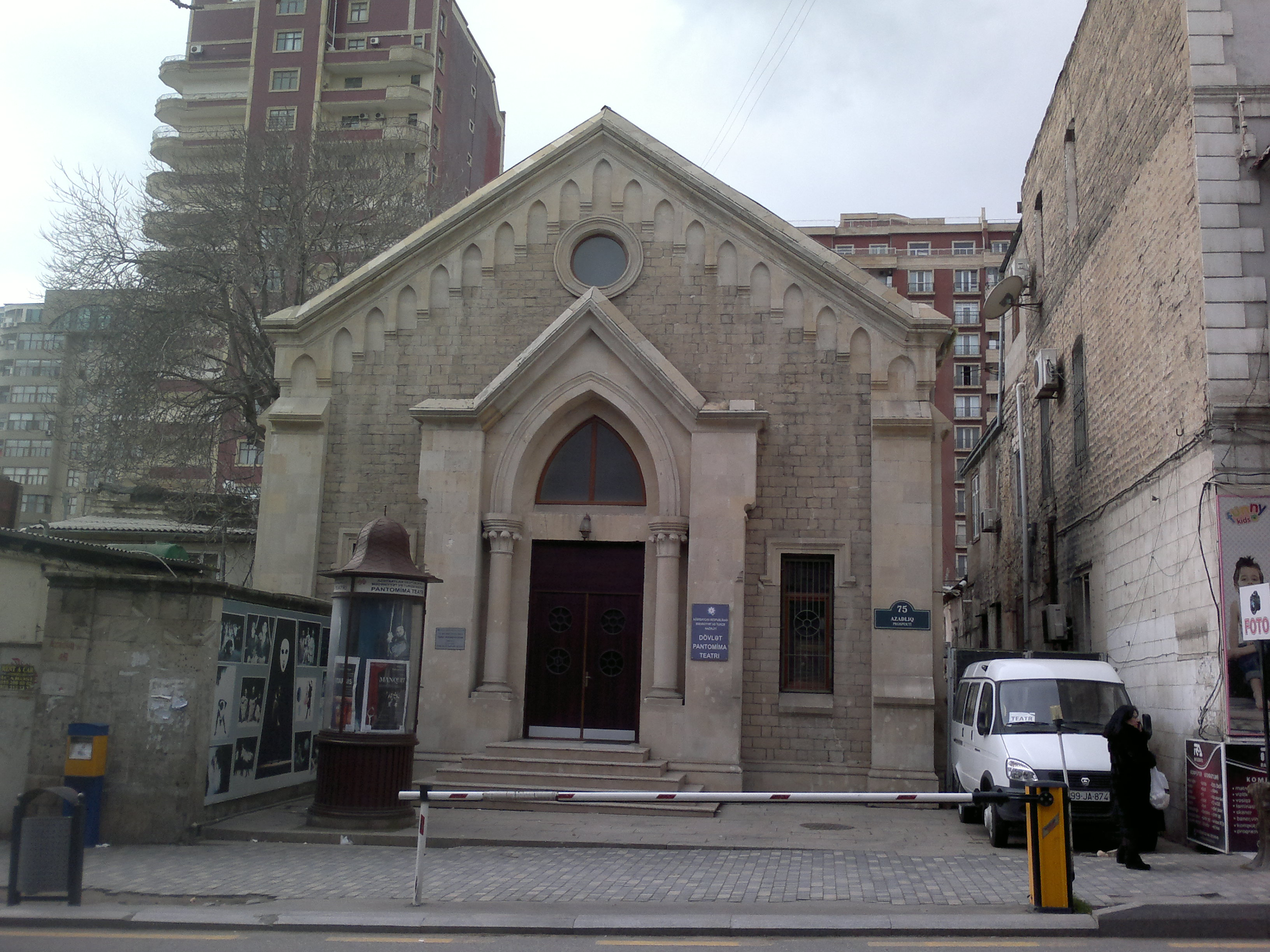
Teatro Estatal de Pantomime de Azerbaiyán
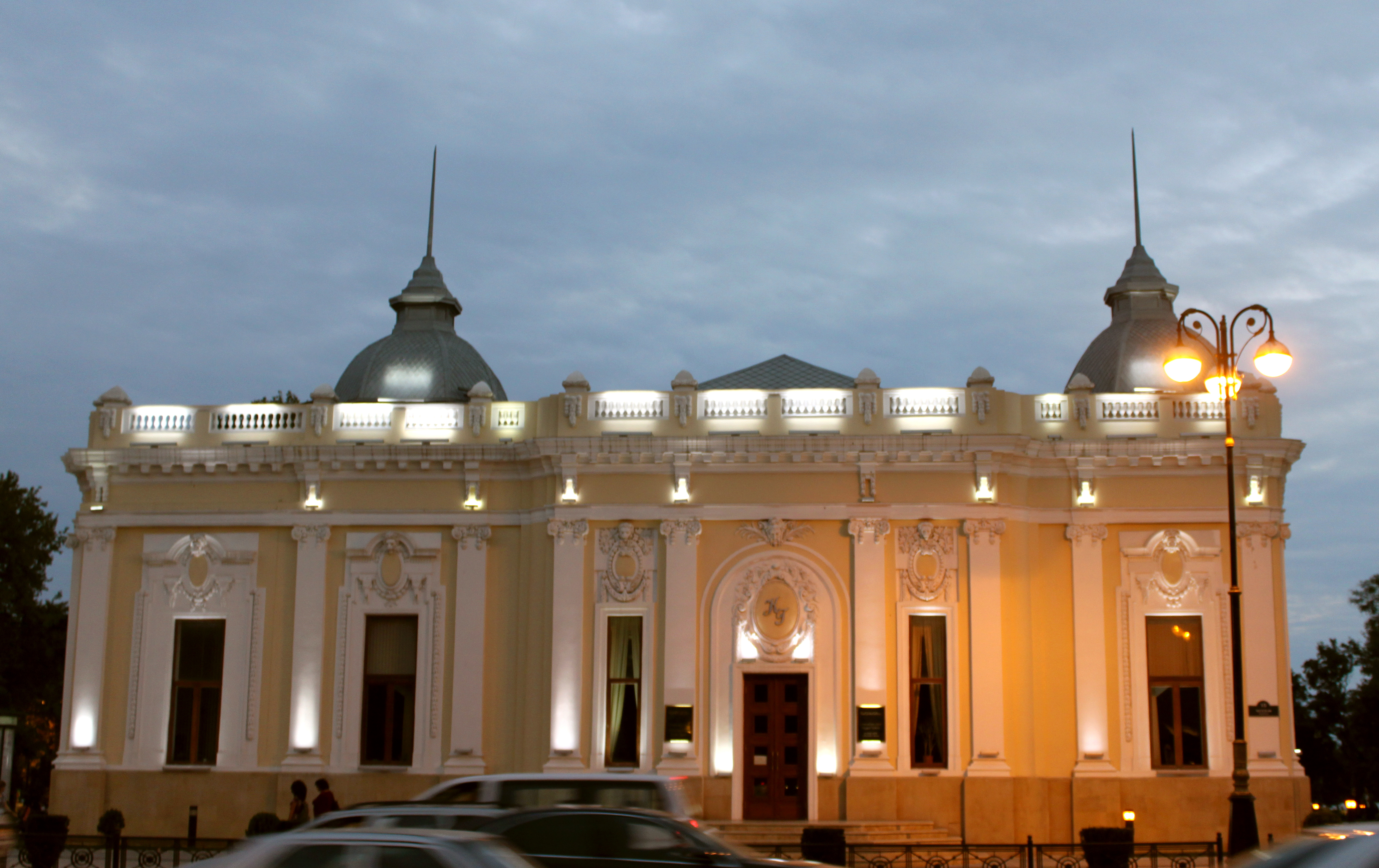
Teatro Estatal de Títeres de Azerbaiyán en nombre de Abdulla Shaig

## Cines
1. Cine Nizami
2. 28 Cine
3. Cine - Parque Bulvar
4. Cine - MetroPark
5. Cine - Torres de Llama
6. Cine - Zagulba
7. Cine - Amburan

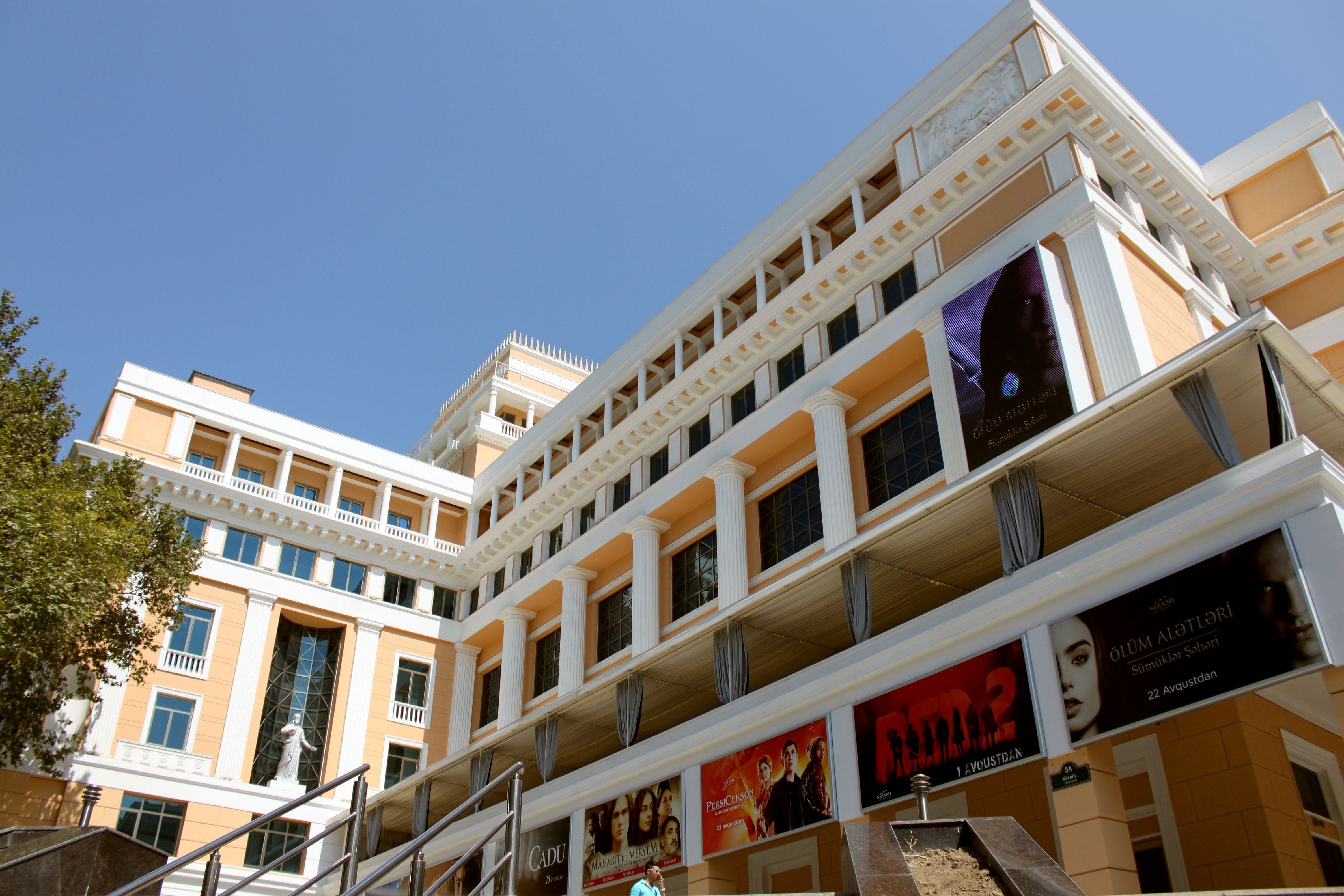
Centro de Cine de Nizami

## Salas de conciertos
1. Palacio de Heydar Aliyev
2. Filarmónica Estatal de Azerbaiyán
3. Baku Crystal Hall[1]
4. Centro Internacional de Mugam de Azerbaiyán
5. Teatro Verde
6. Complejo Deportivo y de Conciertos Heydar Aliyev
7. Centro de jazz de Bakú
8. Buta Palacio[2]

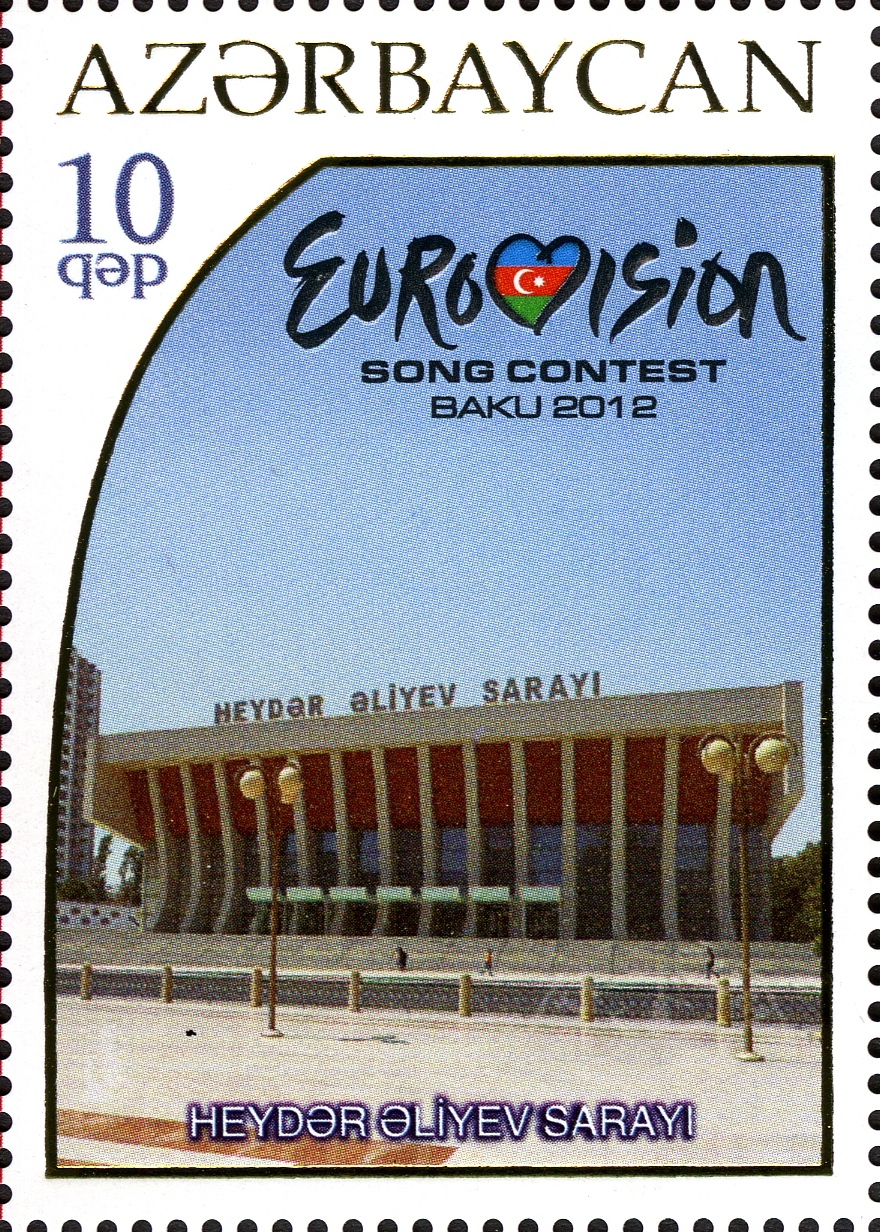
Palacio de Heydar Aliyev en el sello postal
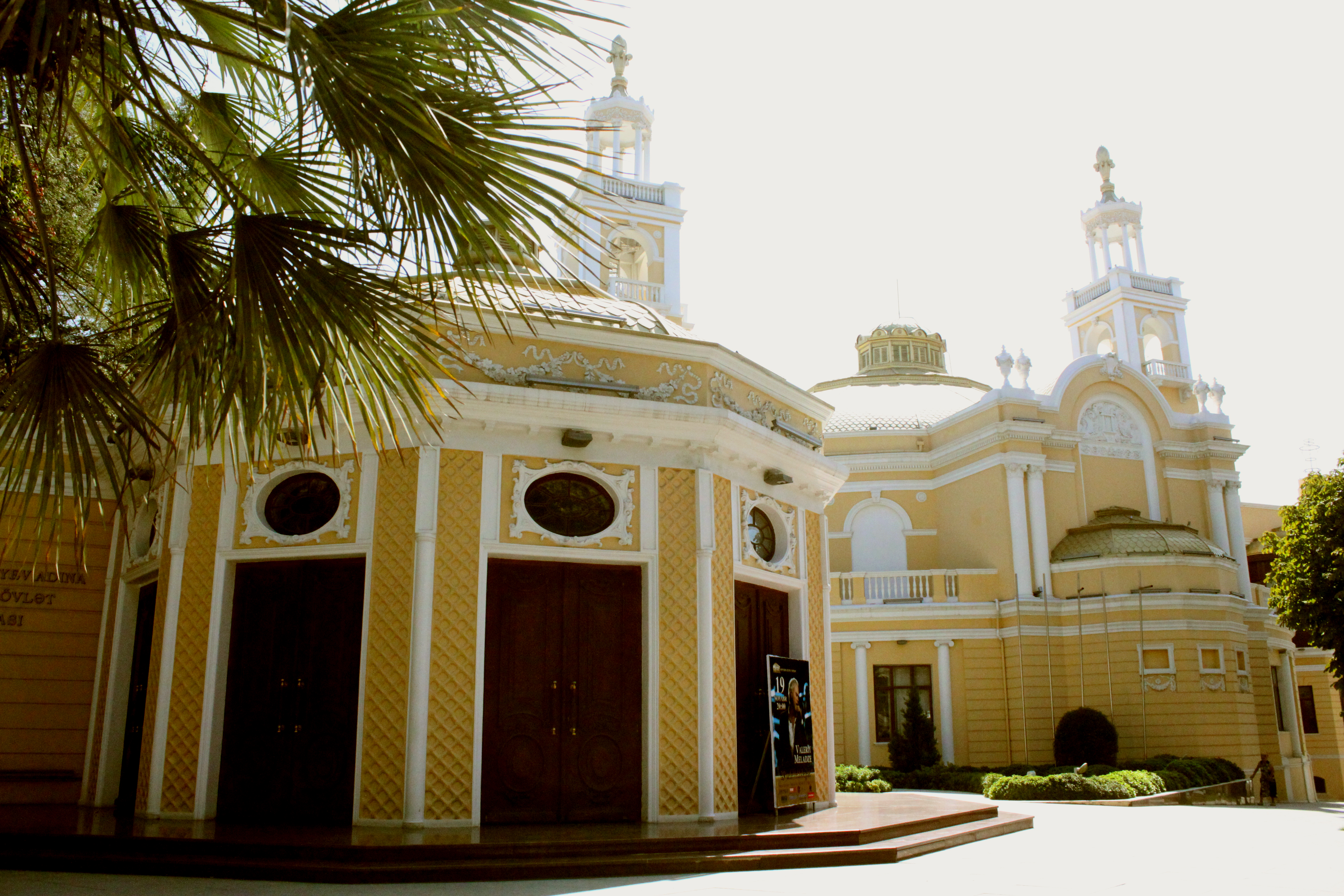
Filarmónica Estatal de Azerbaiyán
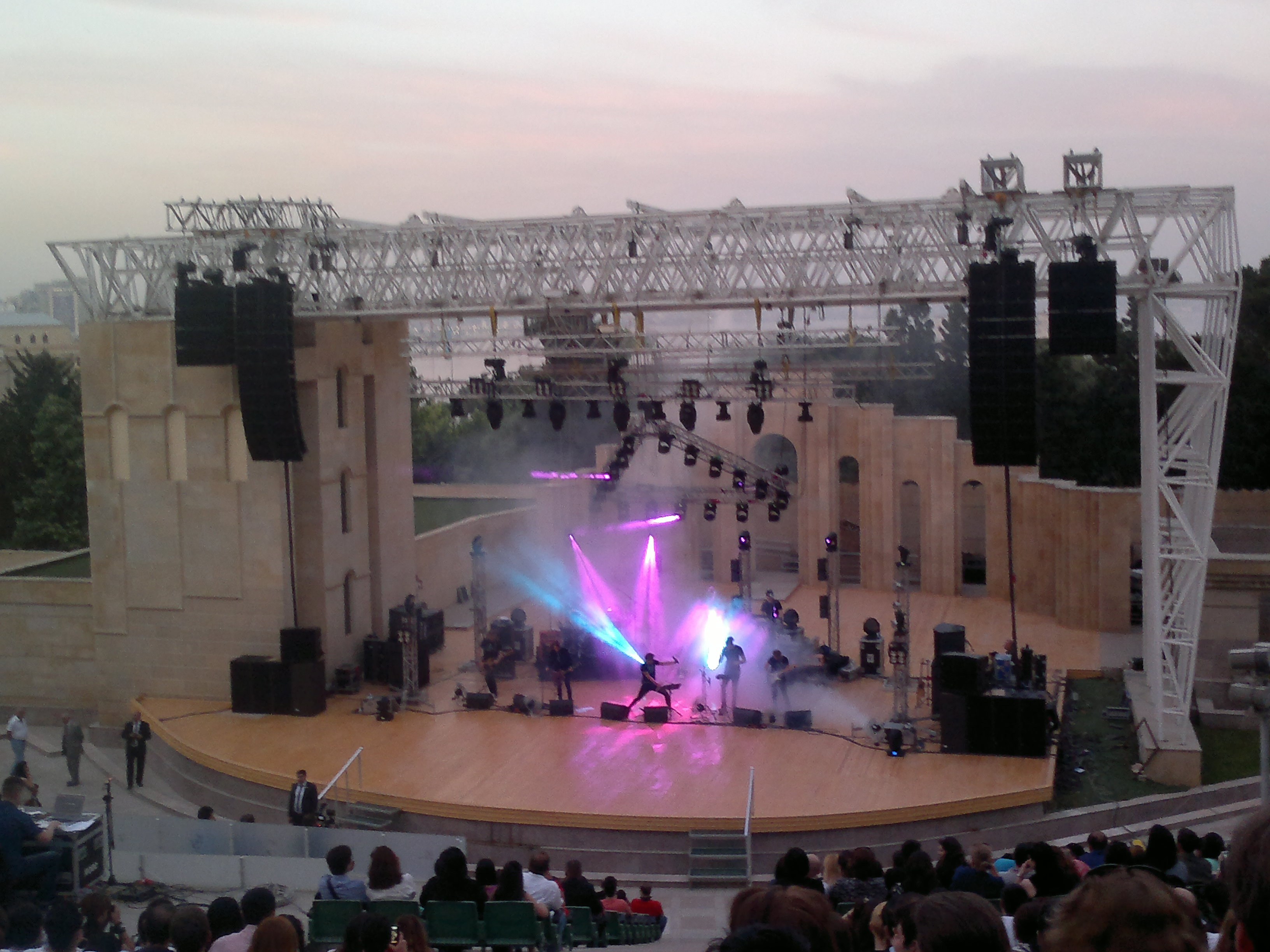
Teatro verde

## Parques
1. Bulevar de Bakú — Parque Costero[3]
2. Parque de Khojaly
3. Plaza de las Fuentes
4. Jardín de Khagani
5. Jardín Filarmónico
6. Parque Montañoso (Callejón de los Mártires)
7. Parque de Izmir
8. Parque arqueológico
9. Jardín de Aliagha Vahid
10. Parque de agentes
11. Parque Sahil
12. Jardín de Samed
13. Parque de Zarifa Aliyeva
14. Parque de Richard Sorge
15. Parque de Dede Korkut[4]
16. Parque Shalala
17. Parque de Husein Yavid
18. Plaza de Sabir
19. Jardín Botánico Central
20. Arboreto de Mardakan
21. Plaza de Nizami
22. Plaza "Lirios Blancos"
23. Parque presidencial
24. Jardín de Akhundov

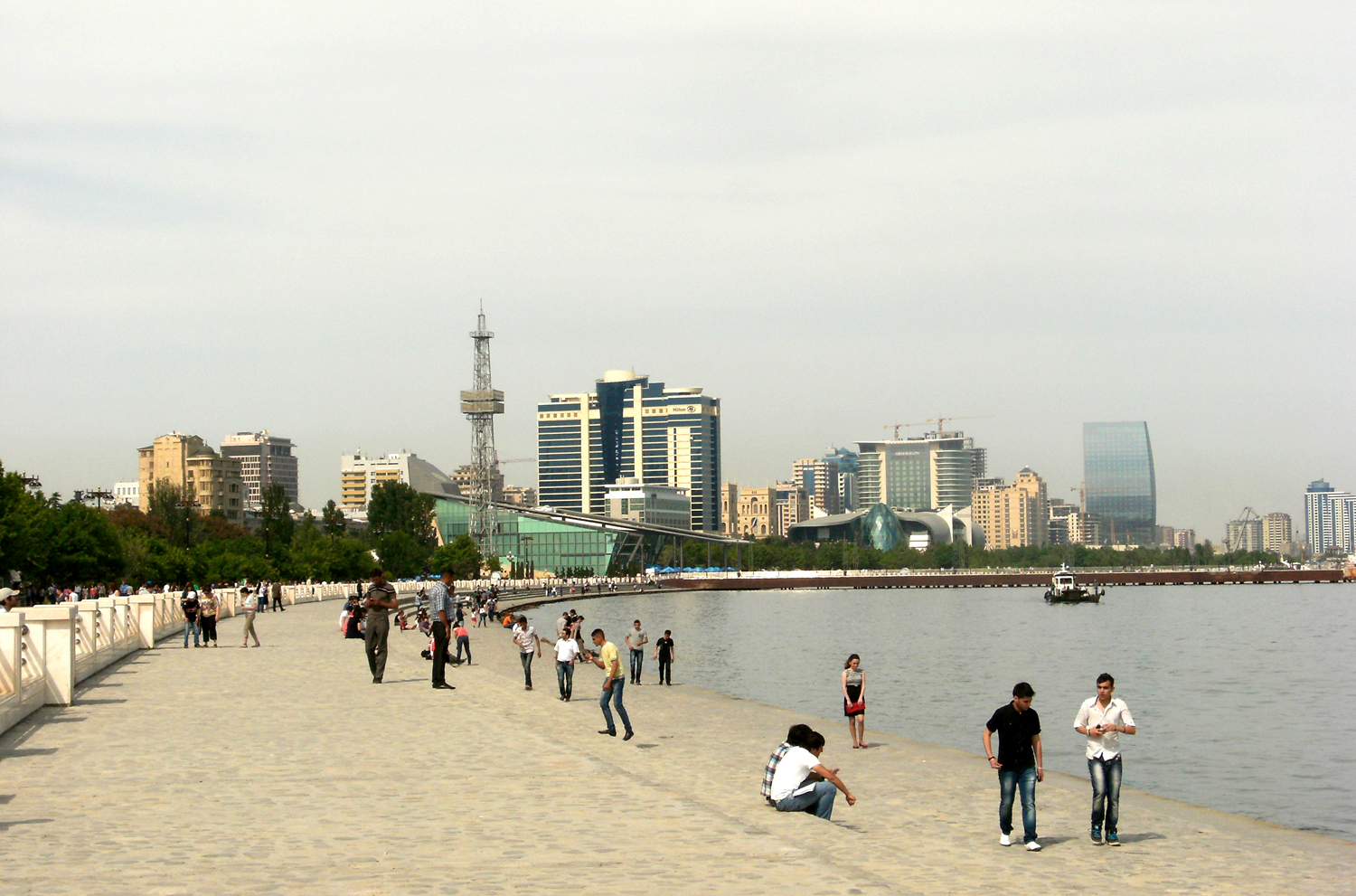
Bulevar de Bakú
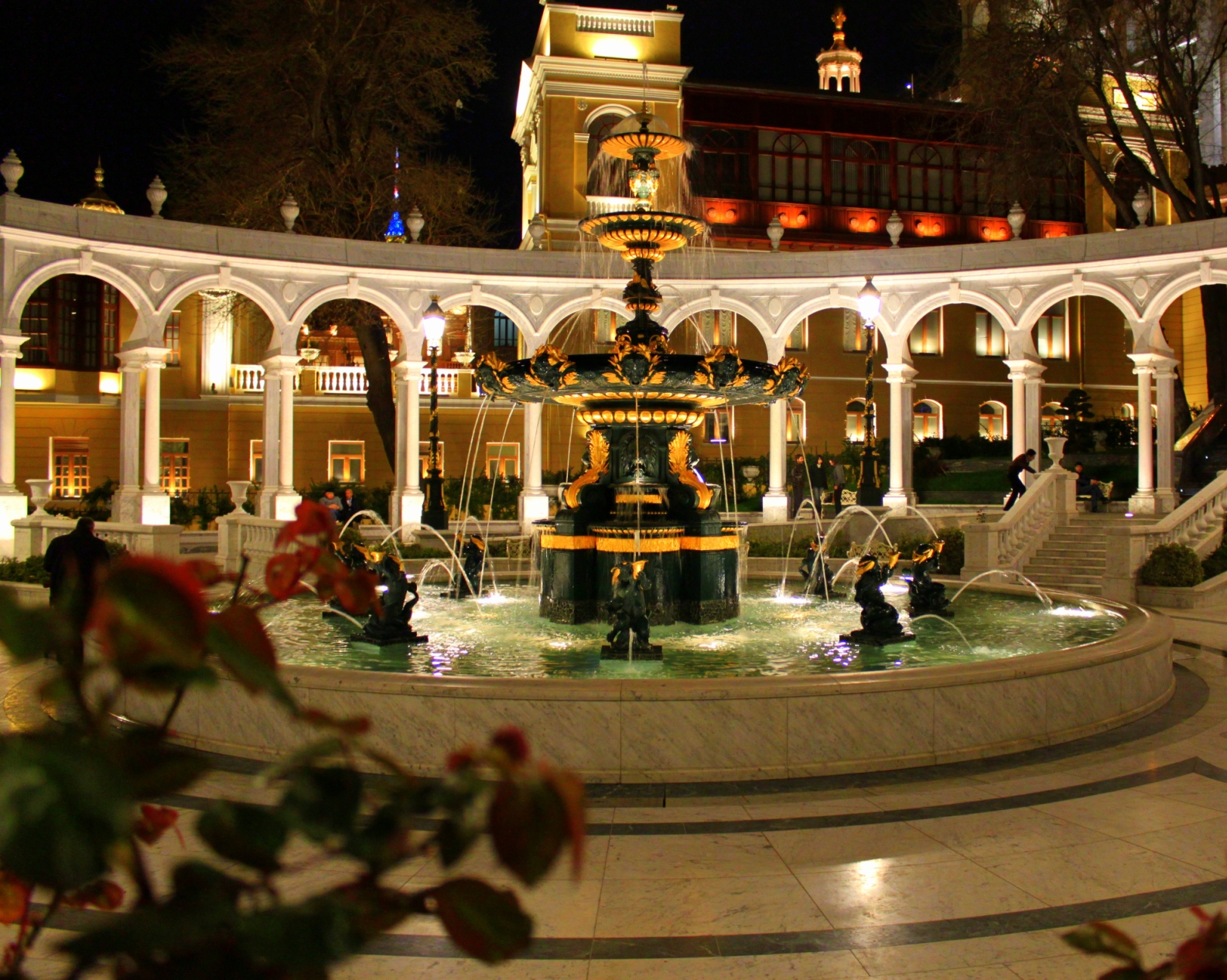
Jardín Filarmónico
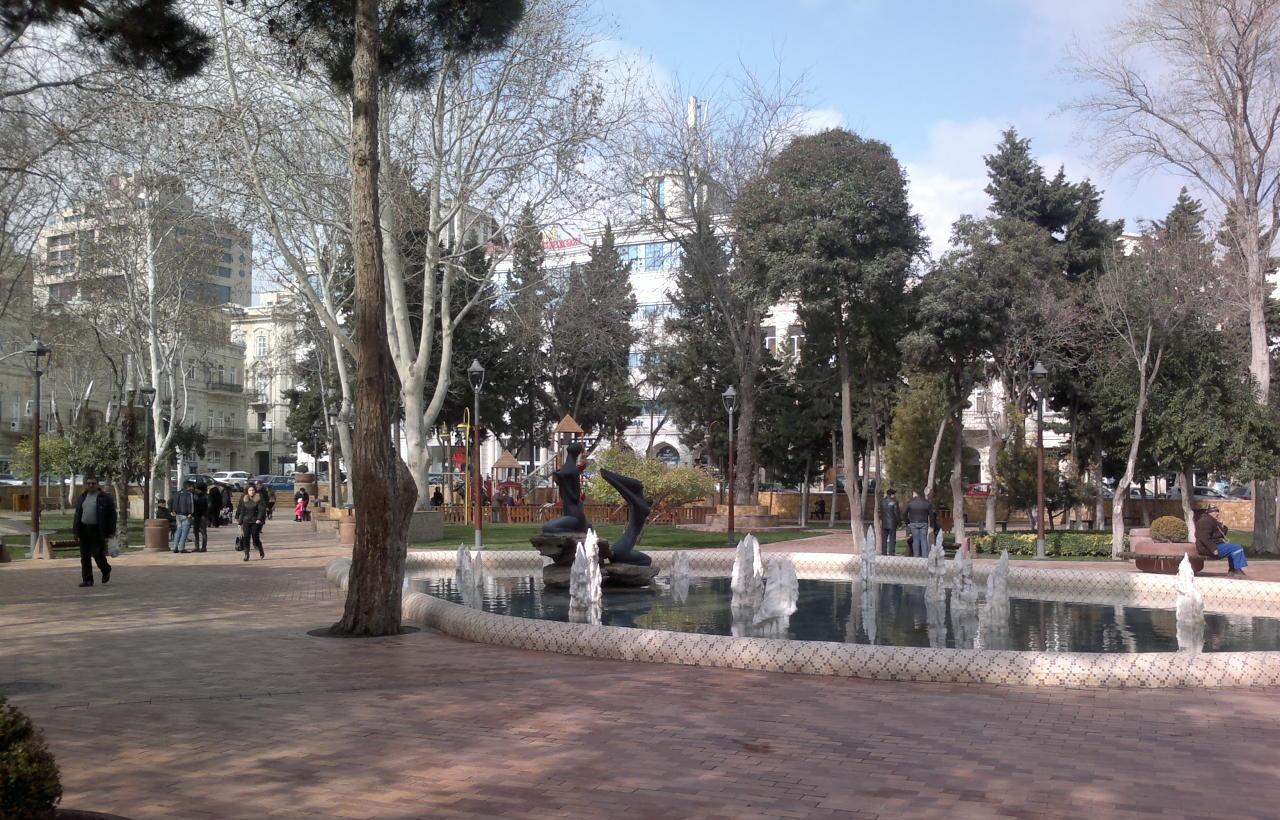
Jardín de Khagani
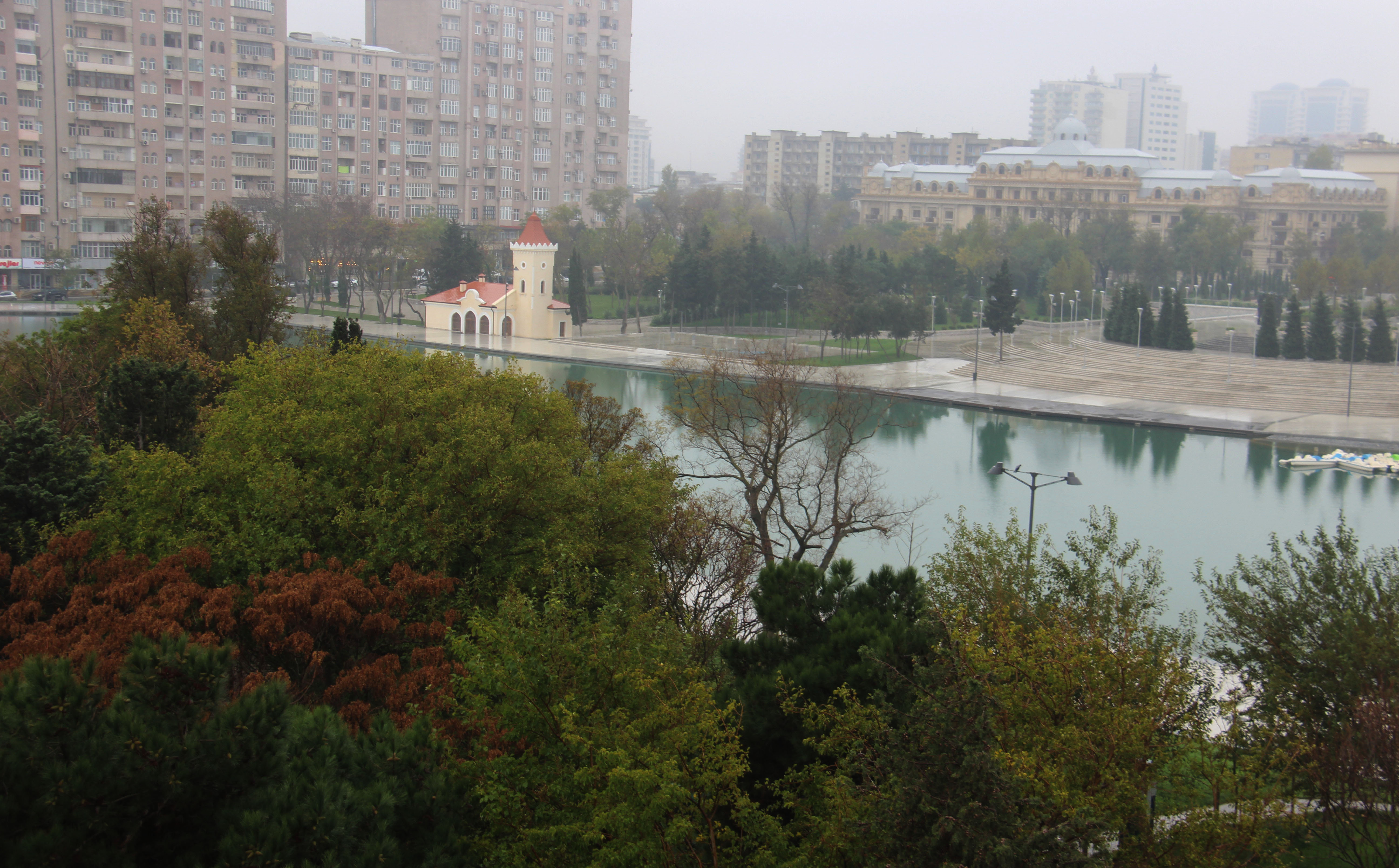
Parque de Dede Gorgud
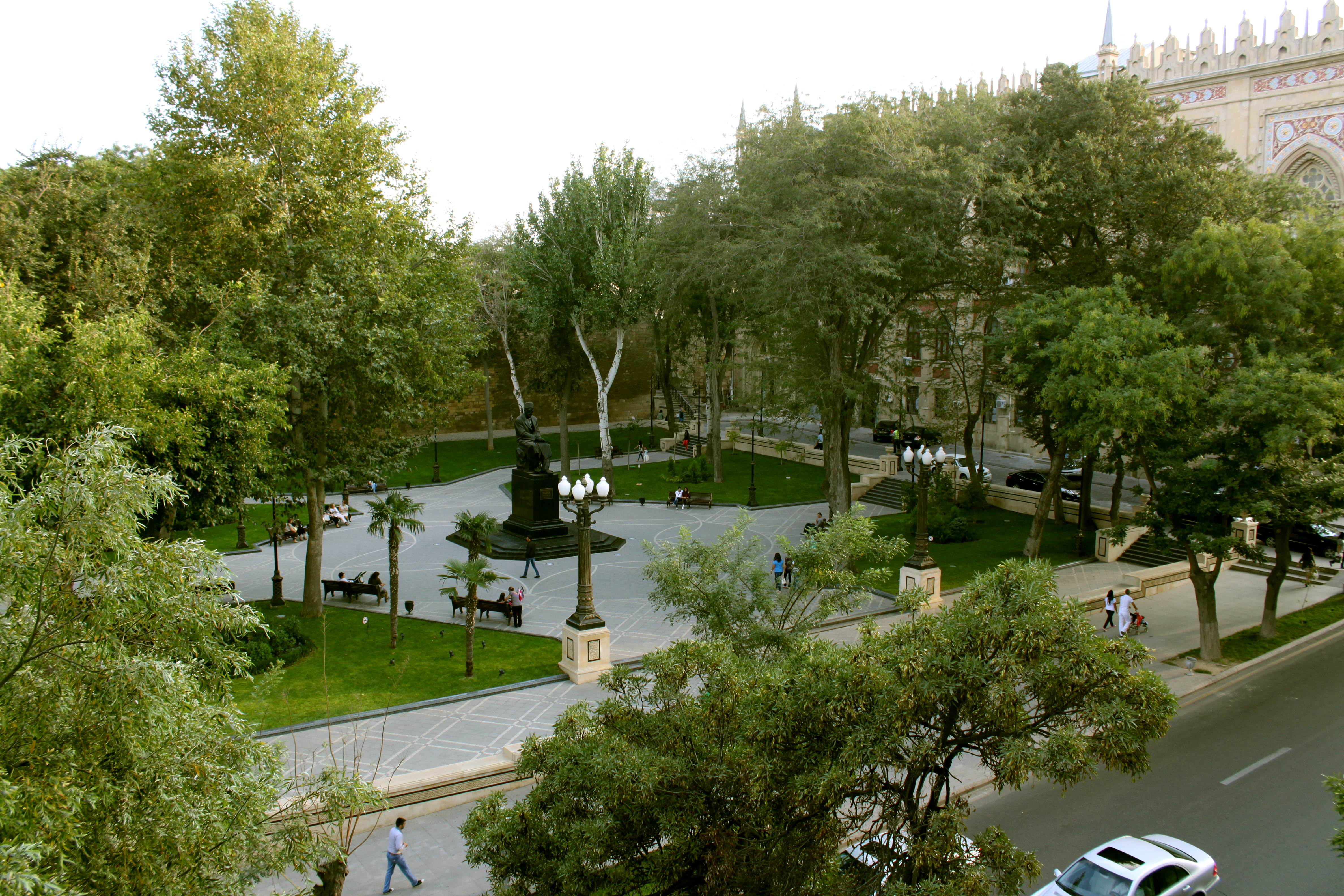
Plaza de Sabir

## Museos
1. Museo Estatal de Historia de Azerbaiyán
2. Museo de Arte Nacional de Azerbaiyán
3. Museo de Alfombra de Azerbaiyán
4. Museo Nacional de Literatura de Azerbaiyán en nombre de Nezamí Ganyaví
5. Museo Estatal de Cultura Musical de Azerbaiyán
6. Museo Estatal de Teatro de Azerbaiyán en nombre de Yafar Yabbarlí
7. Museo de Independencia de Azerbaiyán
8. Museo de Arte Moderno en Bakú
9. La Casa Museo de Leopold y Mstislav Rostropovich
10. Museo de Hermanos Nobel (Villa Petrolea)
11. Museo de Historia Natural Hasan bey Zardabi
12. Museo Estatal de Agricultura de Azerbaiyán

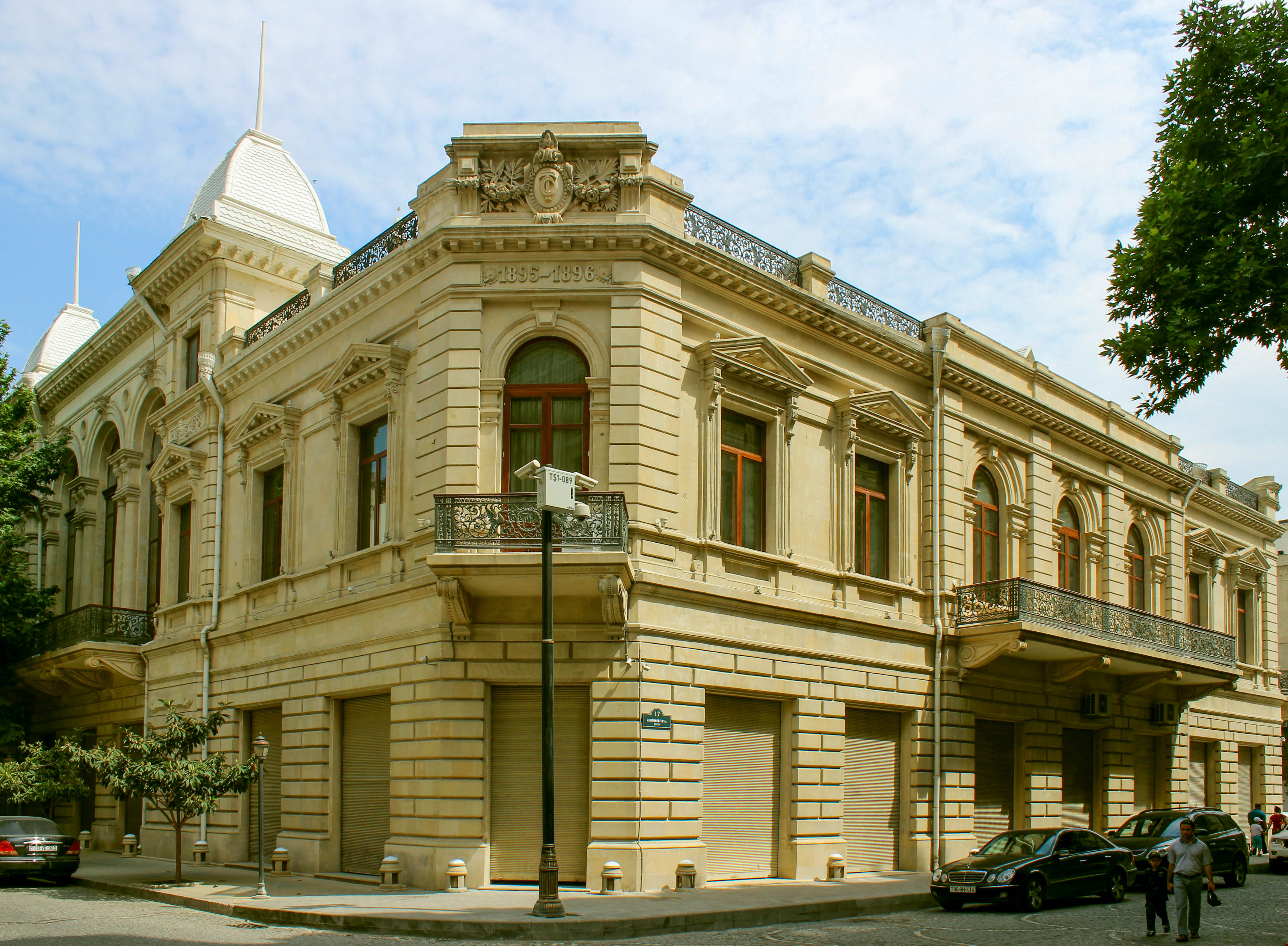
Museo Estatal de Historia de Azerbaiyán
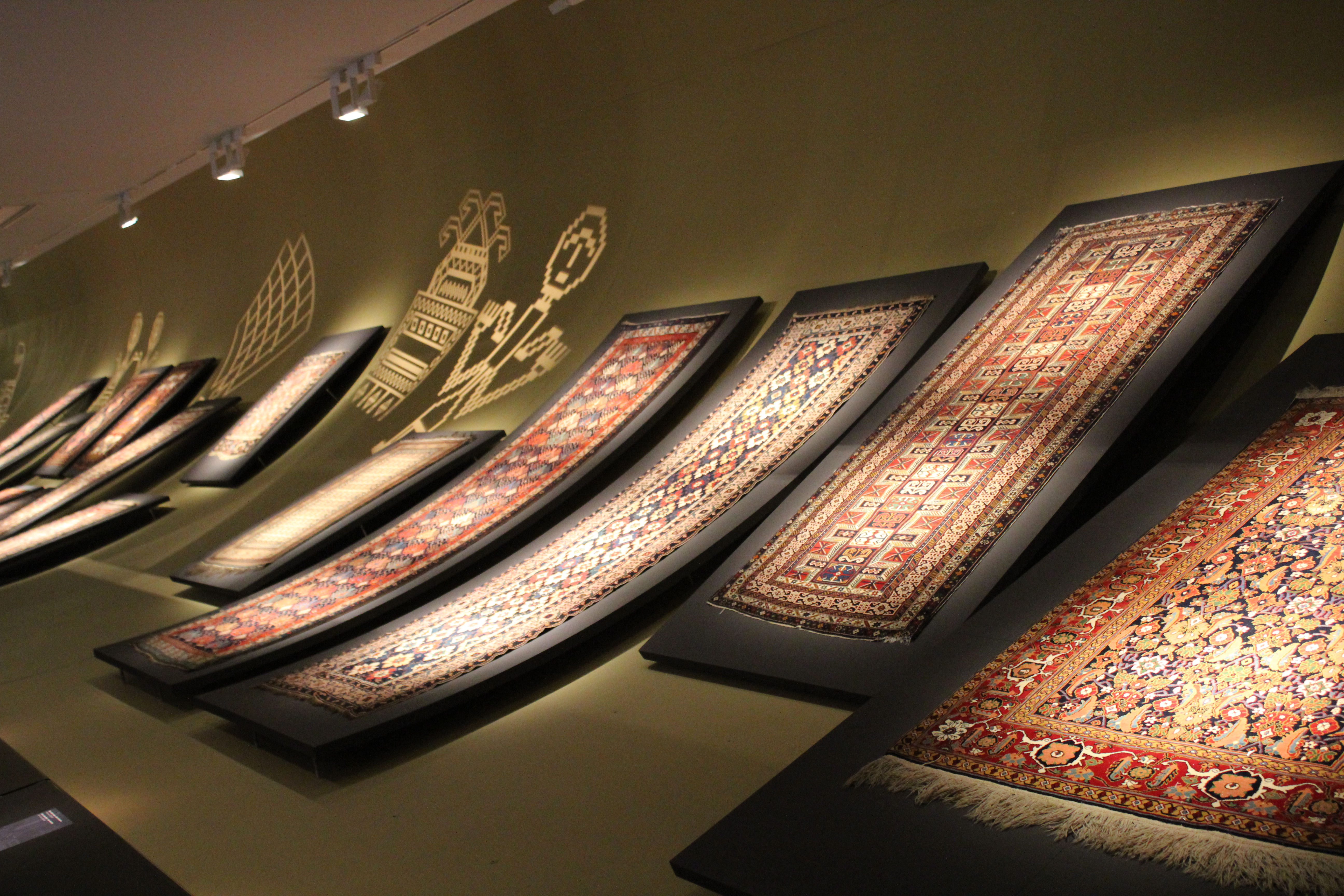
Museo de Alfombra de Azerbaiyán
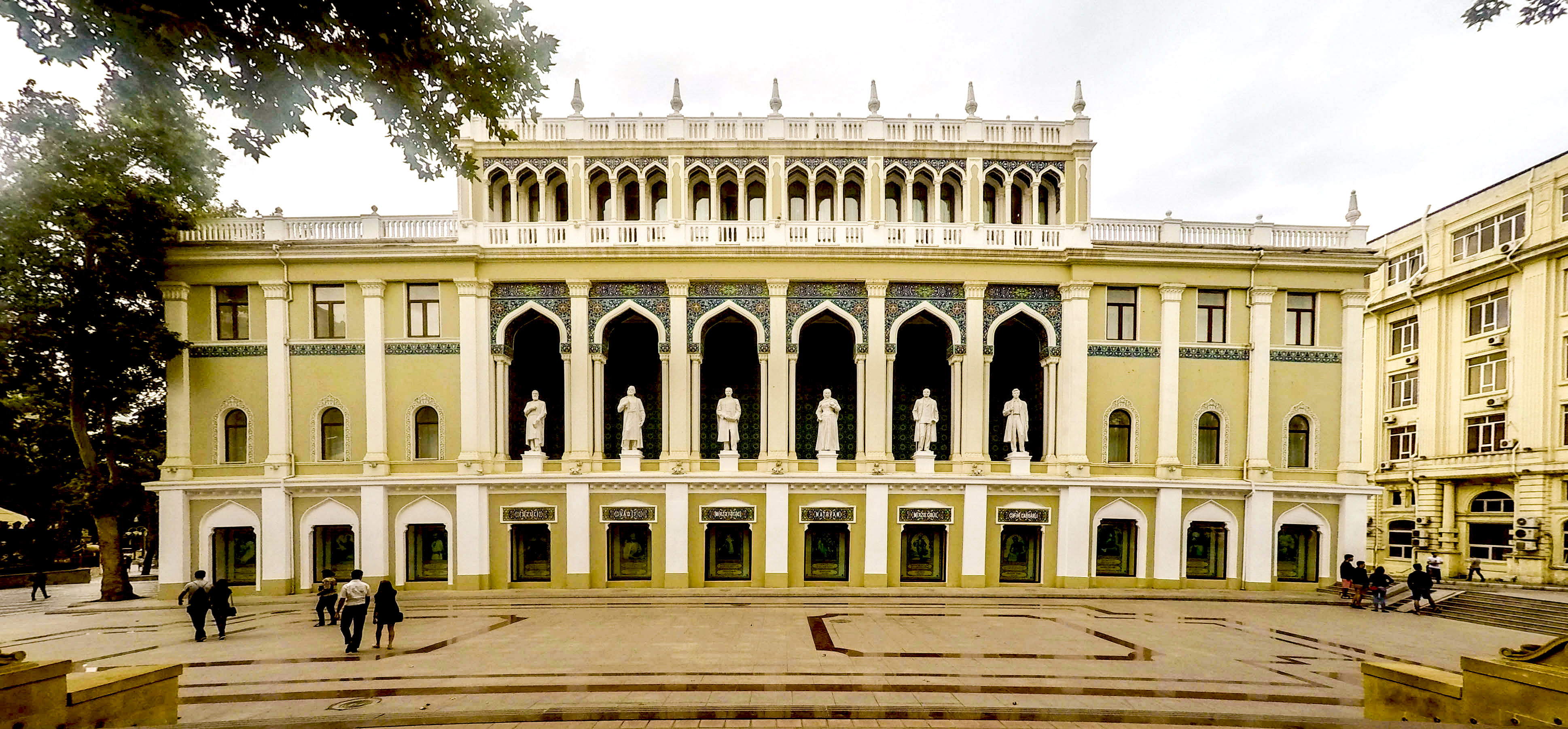
Museo Nacional de Literatura de Azerbaiyán en nombre de Nezamí Ganyaví

## Reservas
1. Reserva Estatal Histórica-Arquitectónico de Icherisheher 
  1. Complejo de Museo de la Torre de la Doncella
  2. Palacio de los Shirvansháhs
  3. Mezquita Muhammad (Bakú)
  4. Fortaleza de Bakú
  5. Complejo Religioso Arquitectónico en forma de arco
  6. Caravasar Bukhara
  7. Caravasar Multani
  8. Caravanserai Pequeño
  9. Mezquita de Ashur
  10. Mezquita de Catedral
  11. Haji Banu Baño
  12. Baño de Gasim bey
  13. Baño de Agha Mikayil
  14. Museo de Libros de Miniatura en Bakú
  15. Museo de Arqueología e Etnografía
  16. Casa Museo de Vagif Mustafazade
2. Gobustan – Reserva Estatal Artística Histórica
3. Gala- Reserva Histórica Etnográfica Estatal
4. Ateshgah- El Templo de fieles de fuego
5. Yanardag- Montaña en llamas

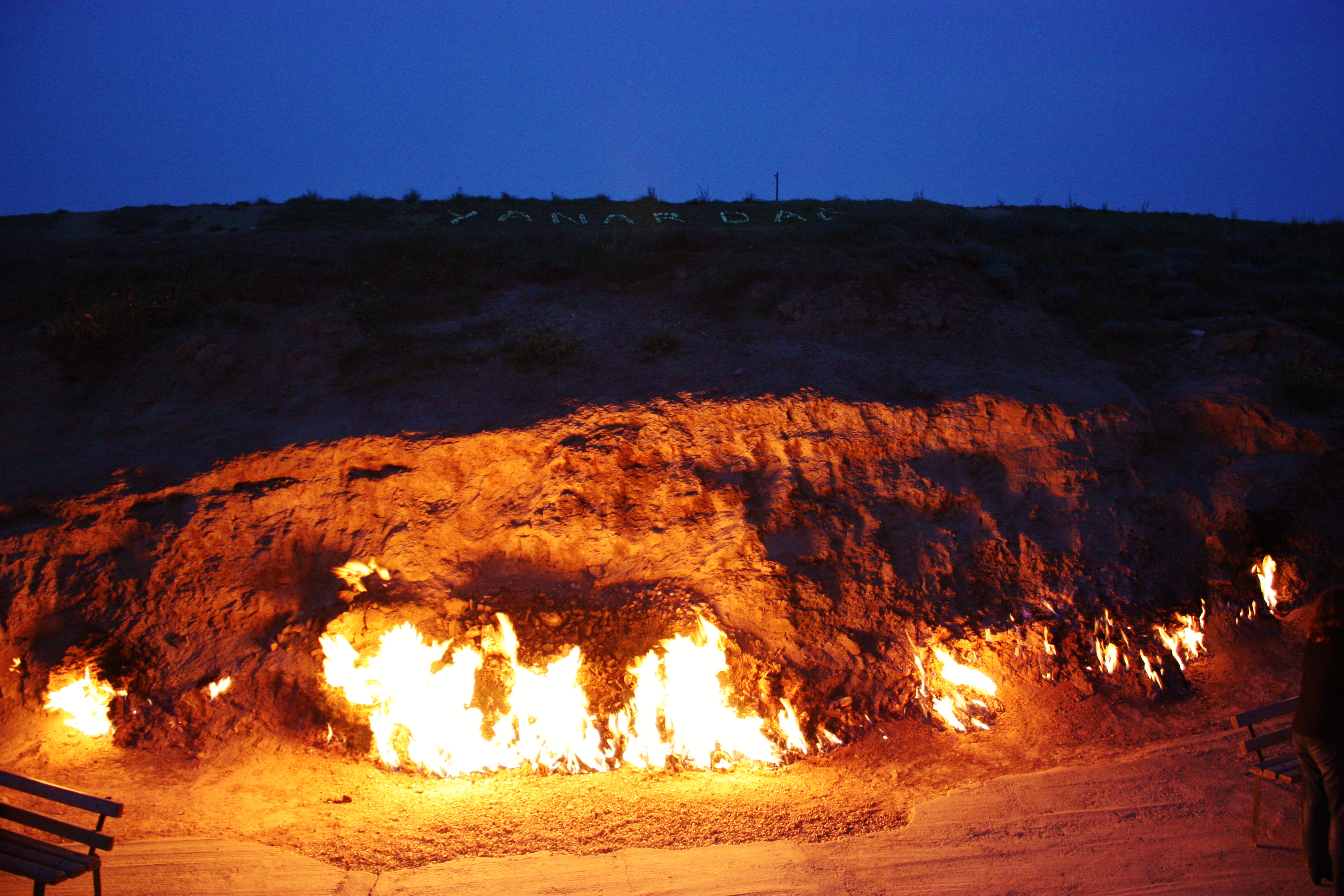
Yanardag- Montaña en llamas
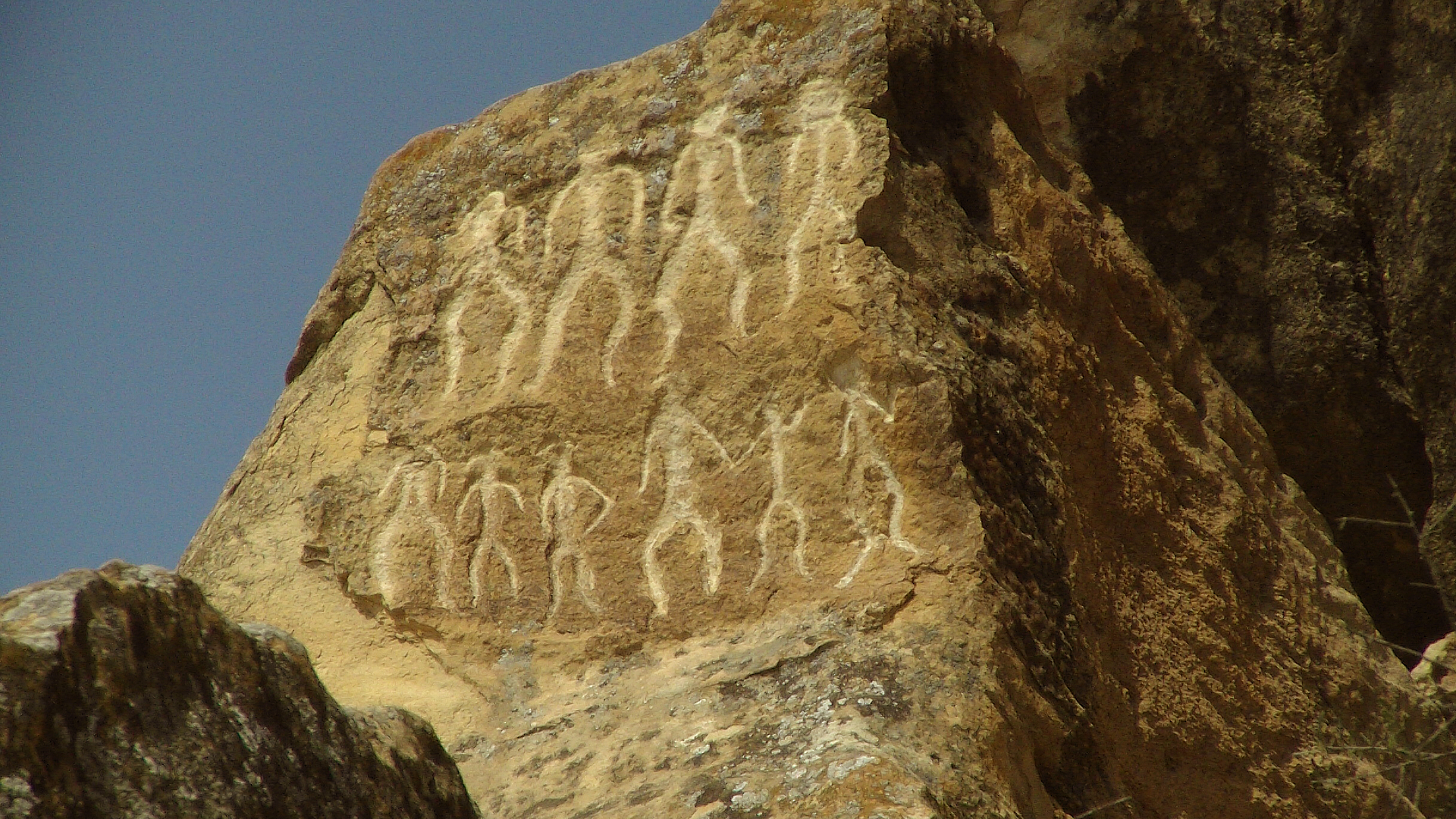
Gobustan – Reserva Estatal Artística Histórica
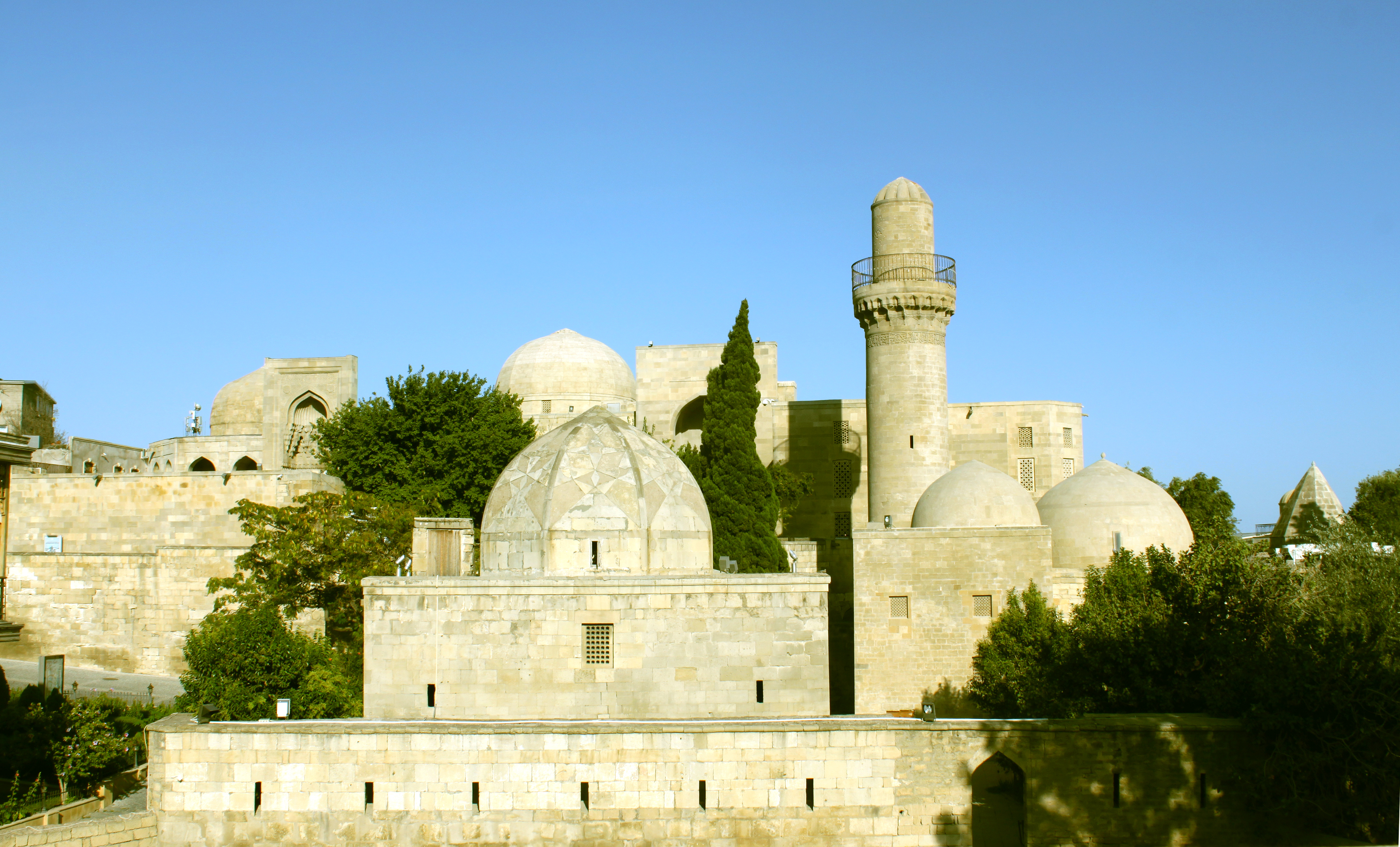
Palacio de Shirvansháhs
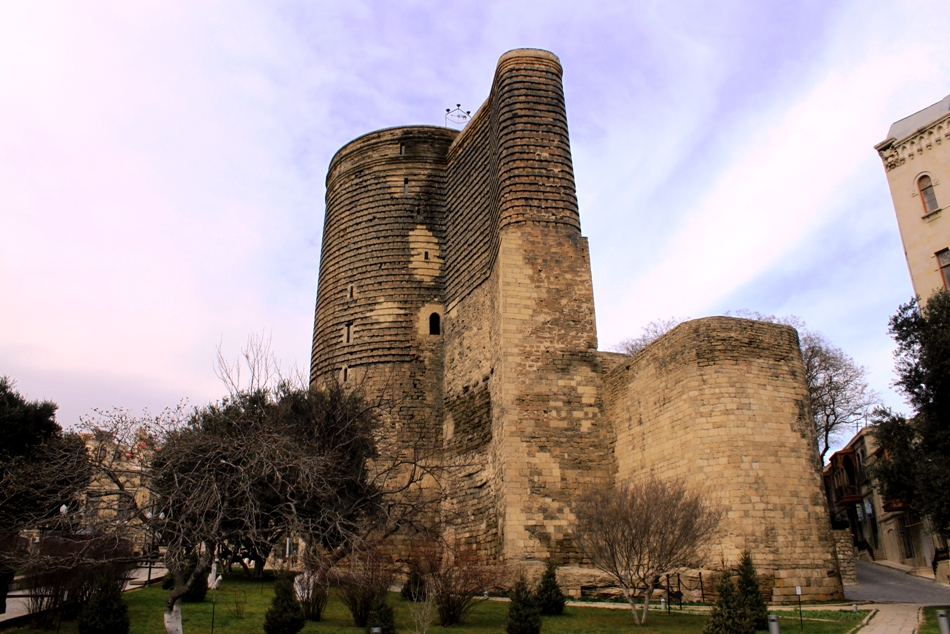
Torre de la Doncella
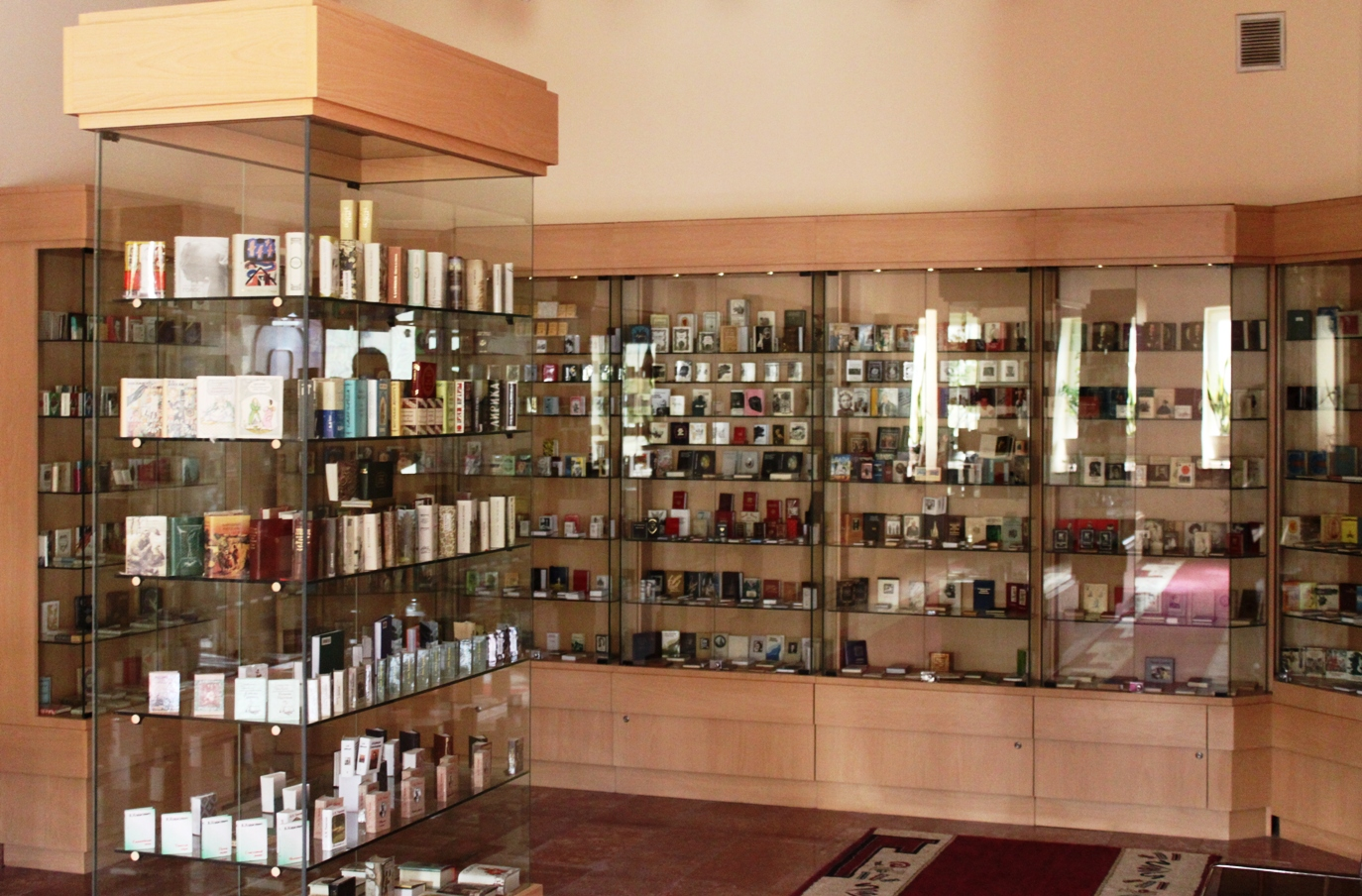
Baku Museo de Libros de Miniatura

## Galerías
1. Centro de Heydar Aliyev[5]
2. Bakú Centro de expo
3. Centro de Arte Contemporáneo
4. Grupo de arte
5. Yarat! Centro de exposición
6. "Yay"(Verano) Galería de arte
7. “Kukla”(Títere) Galería de arte
8. Galería de la Torre de la Doncella
9. Villa de arte
10. Galería Nueva
11. Galería 1969
12. Bakú Galería de arte
13. Absheron Galería de arte
14. Khatai Centro de Creatividad

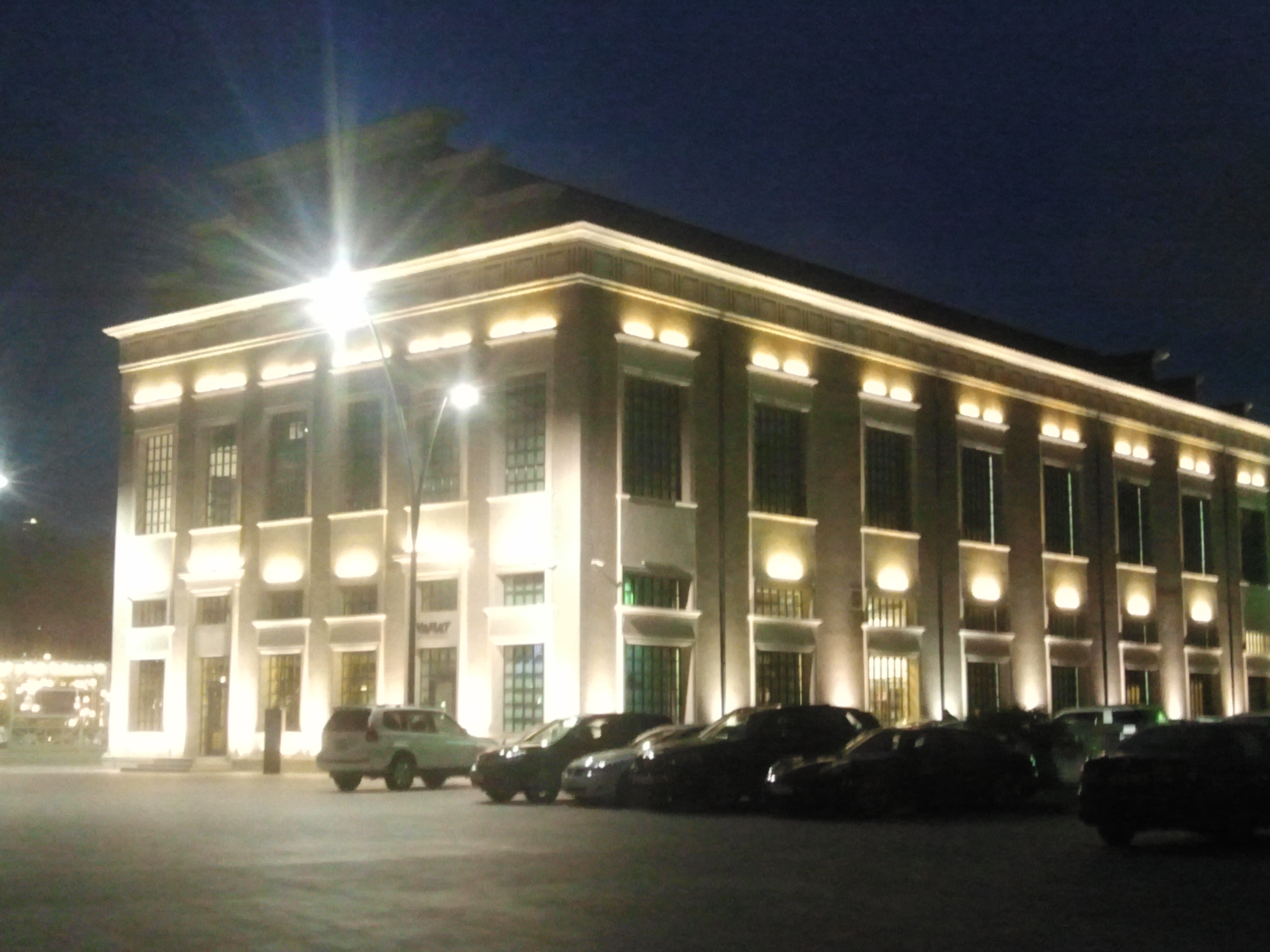
Yarat! Centro de exposición